# Philippe Désert
 (novembre 2018).
Si vous disposez d'ouvrages ou d'articles de référence ou si vous connaissez des sites web de qualité traitant du thème abordé ici, merci de compléter l'article en donnant les références utiles à sa vérifiabilité et en les liant à la section « Notes et références ».
Philippe Désert, né en 1953 à Suresnes (Hauts-de-Seine), est décorateur de plateau et scénographe français pour la télévision.

## Biographie
Philippe Désert est architecte de formation. Il est diplômé de l'École spéciale d'architecture de Paris en 1980.
Il exerce le métier d'architecte durant 4 ans. En 1984, il intègre le service décoration de la SFP (Société française de production, issue de l'éclatement de l'ORTF) puis, l'année suivante, l'entreprise privée Video Film Décors, seule concurrente à l'époque de la SFP.
Sa carrière de décorateur pour la télévision démarre réellement en 1984 par un modeste décor pour Philippe Bouvard et son Théâtre (Le Théâtre de Bouvard) sur Antenne 2 et, la même année, par le décor de Tous en Scène présenté par Patrick Poivre d'Arvor sur la toute nouvelle chaine Canal+. Il conçoit pour cette émission quotidienne un plateau très dépouillé et architecturé. « Ce parti pris de froide élégance tout en blanc et gris séduit, l'impose à Canal+ et le lance dans la profession. »
Pierre Lescure (cofondateur et directeur de Canal+) et Alain De Greef (directeur des programmes de Canal+) lui confient alors la conception des décors de tous leurs programmes, à commencer par Top 50 (1984), Le radeau d'Olivier (1984), 4C+ (1985), Zenith (1985), Direct (1985), Maxitête (1985), Coluche 1 Faux (1985) et les suivants jusqu'en 2016.    
Pierre Lescure, dans son livre Histoire de Désirs, dira que son rôle dans l'image de Canal+ a été essentiel.    
En plus de 30 ans, Philippe Désert va créer quelque 2 000 décors pour la télévision en France ou à l'étranger et scénographiera des événements de portée internationale, notamment les Cérémonies d'ouverture et de clôture du Festival de Cannes, la Cérémonie du 50e anniversaire du débarquement des alliés en Normandie en 1944, la cérémonie de L'Acte fondateur de l'Accord OTAN-Russie, les festivités du Millenium à Paris.     
En 1997, il reçoit le 7 d'or du meilleur Décor pour l'ensemble de ses créations sur Canal+.    
Il implante ses décors généralement dans des studios de télévision mais aussi sur des plateaux de cinéma, des scènes de théâtre et de concert (le Palais Omnisports de Paris-Bercy, le Zénith de Paris, le Théâtre du Châtelet, le Palais des Festivals de Cannes, l'Élysée-Montmartre, L'Olympia de Paris …), des IBC (International Broadcastting Center à Barcelone, Atlanta ou Pékin), en plein air (l'avenue des Champs Élysées à Paris, La Roque d'Anthéron, les plages du Débarquement 1944 en Normandie, plage de l'hôtel Martinez à Cannes… ), ou dans des lieux d'exception tels que le Palais de l'Élysée, le Palais du Trocadéro de Paris, le toit du Drugstore Publicis à Paris ou la base aérienne de Salon de Provence.     
Il est à l'origine d'innovations télévisuelles comme l'utilisation d'une table triangulaire dans les talk-shows, l'usage du noir, du blanc et du rouge à l'antenne, l'usage du translucide ou du diffusant, la mise en place de projecteurs face caméras, la mise en scène d'écrans et murs d'écrans vidéos comme éléments de décors. Plus récemment, en 2017, pour l'émission La Nouvelle Star sur M6, il a encore innové en réalisant le premier fond de décor (sol-plafond-mur) intégralement habillé d'écrans et animé de graphismes vidéos.    
Toujours à l'affût des progrès techniques, il a participé à des essais de décors virtuels en collaboration avec le réalisateur polonais Zbigniew Rybczyński à la fin des années 90 (décor des JO d'Atlanta pour Canal+, par exemple).

## Productions
Philippe Désert a réalisé les décors des émissions suivantes (listes non exhaustives) : 

### Canal+

#### Emissions régulières
| - Top 50 - 1984 - Le Radeau d'Olivier - 1984 - Tous en Scène - 1984 - 4C+ - 1984 - Zénith -1985 - Direct - 1985 - Maxi Tête - 1985 - Samedi 1 heure - 1985 - Coluche 1 faux - 1985 - Ça cartoon - 1986 - Objectif Nul - 1987 - Le JTN - 1987 - Star Quizz - 1987 - Nulle part ailleurs - 1987 - Mon Zénith à Moi - 1987 - Demain - 1988 - La Boutique - 1987 - Dontact - Les Arènes de l'info - 1988 - Décode pas Bunny - 1989 | - ABCD Nuls - 1989 - 24 heures -1989 - Magmax - 1989 - Les Guignols de l'Info - 1990 - La Grande Famille - 1990 - L'Équipe du dimanche - 1990 - Les Nuls, l'émission - 1990 - Canaille Peluche - 1990 - Le Journal du cinéma - 2001 - Dis, Jérôme...? - 1989 - Jour de foot - 1992 - Télés Dimanche - 1992 - Ce soir avec les Nouveaux - 1992 - Les Nouvelles Neuves- 1992 - CANAL International - 1993 - Le Plein de Super - 1994 - Le Vrai Journal- 1996 - En aparté - 2001 | - + Clair - 2001 - Groland (et ses déclinaisons ) - 2002 - Merci pour l'info' - 2003 - Le Petit Journal - 2004 - La Musicale - 2004 - La Matinale - 2004 - Le Grand Journal - 2004 - Nous ne sommes pas des Anges - 2004 - Dimanche + - 2006 - L'Effet Papillon - 2006 - L'Édition spéciale - 2007 - Canal Football Club - 2008 - La Nouvelle Édition - 2011 - Le Supplément - 2012 - Le News Show - 2013 - J+1 - 2013 - Clique - 2013 - Le Tube - 2013 - Le Before du Grand Journal - 2013 - Canal Rugby Club - 2015 - Les Oscars du foot et toutes les émissions de Sports - L'Émission d'Antoine - 2015 |

#### Émissions exceptionnelles / Évènements
| - Bercy Beaucoup - 1985 (Palais Omnisports Paris Bercy) - La télé a 50 ans (Grande Halle de La Villette Paris) - Cicciolinissima - 1988 (Hall de Canal+) - Hit parade du siècle (Olympia Paris) - Nulle Part Ailleurs Cannes - 1993 à 2001 (Plage Hôtel Martinez) - TVN 595 - 1988 (Vanves) - La Nuit la plus Nuls - 1988 (Studios de la Plaine St Denis) - La Plus belle Nuit du cinéma - 1990 (Zénith de Paris) - Derrière Lahaie - 1990 (Canal +) - Jeux Olympiques de Barcelone - 1992 (IBC Barcelone) | - Jeux olympiques d'Atlanta - 1996 (IBC Atlanta) - Concert privé Vanessa Paradis - 2009 ( La Cigale Paris) - Les 20 ans de Canal+ - 2004 (Zénith Paris) - Canal Gainsbarre - Le Grand Journal Cannes - de 2006 à 2015 (Hôtel Martinez Cannes) - Le Débarquement 1 & 2 - 2013 (L’Élysée Montmartre Paris) - Les 30 ans de Canal+ - 2014 (Palais des Sports Paris) - Cérémonie des César du cinéma - 1994 puis de 1996 à 2020 (Théâtre du Châtelet / salle Pleyel Paris) - Cérémonies d'ouverture et de clôture du Festival de Cannes - de 1993 à 2015 (Palais des Festivals Cannes) |

### Autres chaines du Groupe Canal +
Philippe Désert a réalisé les décors des émissions suivantes (liste non exhaustive) : 
- I>télé - La News room
- Canal+ Sport - La news room
- Comédie+ - La Grosse Émission
- Infosport+ - La News Room
- C8 - La Nouvelle Édition, Il en pense quoi Camille ?, Touche pas à mon poste !

### Autres chaines françaises
| Groupe TF1 | France 2 | France 3 |
| --- | --- | --- |
| - 7 à 8 - 7 sur 7 - Automoto - News room LCI - La Méthode Cauet - Surprise Surprise - Téléfoot - Y'a que la vérité qui compte - La fureur du samedi soir - Ciel mon Mardi - 50 minutes inside - NRJ Music Awards - 2009 à 2010 - Les Enfants de la télé - La Soirée du rire - Les 100 plus grands... - Paroles de Français - 2007 le Débat - Star Academy - Tirage du Loto - Tirage de L’Euromillions - Le Droit de savoir - Nice People - Sacrée Soirée - Drôle de planète - Le Grand Duel des générations - La Bataille des Choristes - Zéro de conduite - Salut la France - Les Grosses Têtes - En Quête de Vérité - Parole de candidat - Vol de nuit - Drôles de petits champions - Incroyable mais vrai ! - Le Monde de Léa - Rêve d'un jour / Rêve d'un soir | - Télé-Zèbre - Les Enfants de la télé - Chalu Maureen 1994 - 95 - Union Libre - Vendredi c'est Julie - 2000 - 50 ans de la patrouille de France - 2003 - Opinion Publique - Serge, si tu nous regardes - 2001 - On a tout essayé - Les Victoires de la Musique - Les Victoires du Jazz - Toute une histoire - On n'est pas couché - 2007 le Débat - On n'a pas tout dit - Panique dans l'oreillette - Incroyable Expériences - Côté match - Tirage du Loto - On a tout révisé - On n'demande qu'à en rire - Sidaction - 2011 - C'est la rentrée - ONDAR Show - L'Émission pour tous - Ensemble pour les Antilles | - Ah! Quels titres - Fa si la chanter - Vie Privée Vie Publique - On ne peut pas Plaire à tout le Monde - Soir 3 - Ligne de Mire - Questions pour un champion - Des chiffres et des lettres - 2011 - 300 Chœurs - Midi en France - 2017 |
| La Cinq | Groupe M6 | Arte |
| | - À la recherche de la Nouvelle Star - 2003 - Le Bachelor - 2003 à 2005 - Capital - Zone Interdite - Secrets d'actualité - Demain tous - Les 15 ans d’M6' - Les Colocataires - Les 20 événements que les Français n'oublieront jamais - Le monde des records (W9) - Génération top 50 (Live - W9) - Qu'est-ce que je sais vraiment ? - OFNI, l'info retournée (W9) | - Le journal |
| | | |

## Innovations

### La table
En 1986, Philippe Désert conçoit, fait construire et installe la première triangulaire de la télévision pour l’émission Direct de Philippe Gildas sur Canal+. Désormais, 3 personnages ou plus peuvent être placés en vis à vis tout en étant filmés de face, ce qui n’est pas possible avec une table en longueur, en U, carrée ou ronde, véritables casse-tête pour les réalisateurs. « La table triangulaire est entrée dans les mœurs audiovisuelles françaises »,)
Il imagine ensuite la table à géométrie variable. Elle est  mise au point pour la première fois en 2007, à l’occasion des élections présidentielles pour le Débat Présidentiel Ségolène Royale-Nicolas Sarkozy sur France 2 et TF1,, afin de concilier l’aspect esthétique et la contrainte technique. C’est une table en trois parties ; les fentes dessinent une ligne graphique tout en permettant de régler l’écartement ; on peut ainsi agrandir la table de 30 à 40 cm, ce qui est un confort indéniable pour les candidats à l’élection présidentielle et leurs conseillers en communication qui ont tout calculé au centimètre près. La table à géométrie variable sera également installée dans la salle des fêtes du Palais de l'Élysée le temps d’une soirée, le 24 avril 2008, pour l’interview du Président Sarkozy dans l’émission En direct de l’Élysée sur France 2 et TF1.

### La couleur
Jusqu’à la fin des années 1980, les décors d’émissions de la télévision française sont essentiellement à base de gris, de bleu, de beige… 
L'utilisation du blanc et du rouge est impossible à l’époque car les caméras ne peuvent techniquement pas supporter une trop grande intensité lumineuse : le blanc « brûle » l’image, le rouge la sature. Avec l’arrivée sur les plateaux de caméras tri-CCD beaucoup plus performantes, Philippe Désert est le premier dès 1992 à concevoir pour Nulle part Ailleurs sur Canal+ un décor intégralement blanc qui deviendra ensuite sa marque de fabrique, puis à imposer le rouge dans La fureur' 'sur TF1. 
Le noir est banni des productions audiovisuelles françaises contrairement à celles des pays anglo-saxons, notamment la Grande Bretagne. Les rares émissions à décors sombres que l’on tolèrera en France seront des concepts importés de ces pays, tels que Qui veut gagner des millions (adapté de Who Wants Be a Millionnaire, émission britannique) ou Le maillon faible (adapté de Weakest Link, émission britannique). Philippe Désert réussira cependant à imposer un décor noir lors d’un show hommage à Serge Gainsbourg, Serge si tu nous regardes en 2001 sur France 2.  
Quant au vert, il reste à ce jour interdit d’antenne pour des raisons de superstition (le vert est tabou des scènes de théâtre et de spectacle en général).  

### Le translucide
Personne n’en avait encore eu l’idée jusqu’à ce qu'il emploie des panneaux qui diffusent pour « flouter » l’image des écrans disposés sur le plateau du Journal Télévisé de France 2 en 1994. Et c’est avec du diffusant qu’il réalisera l’un de ses décors les plus marquants, celui de Télé Dimanche sur Canal + en 1996.            